# Джуба (аэропорт)
Международный аэропорт Джуба (англ. Juba International Airport) (ИАТА: JUB, ИКАО: HJJJ) — международный аэропорт в городе Джуба, Южный Судан. Расположен в 5 километрах к северо-востоку от центра города, на западном берегу Белого Нила. Находится в штате Центральная Экватория.
Это один из двух международных аэропортов Южного Судана, второй — аэропорт Малакаль. Аэропорт Джубы обслуживает международные и местные авиалинии, грузовые авиаперевозки и чартерные коммерческие рейсы. Он также используется вооруженными силами Южного Судана и МООНЮС, Службой гуманитарных воздушных перевозок ООН, Всемирной продовольственной программой, МККК и многими неправительственными организациями для доставки помощи в страну.

## История
Первый аэродром в Джубе был обустроен в 1929 году. Компания Shell построила первую взлетно-посадочную полосу Муррам в 1931 году. В феврале 1931 года Imperial Airways открыла первый еженедельный рейс из Кройдона в Танганьику, часть воздушного маршрута от Реджафа до Каира, и определила место для аэропорта около Реджафа к югу от современной Джубы. Рабочие селились на земле, которая с тех пор стала нынешним местом расположения аэропорта Джубы, и в 1934 году, когда аэродром Джубы был расширен и расчищен, эти жители были переселены. К 1976 году взлетно-посадочная полоса была увеличена до размеров 2000x45 метров и заасфальтирована. Рулёжные, ведущие к зданиям аэровокзала, были грунтовыми и «почти непроходимыми в сезон дождей». «Очень старый радиомаяк» аэропорта был расположен недалеко от аэропорта, который также был оборудован слабой УКВ-радиостанцией для связи пилота с землей. Освещение аэропорта отсутствовало.
В начале февраля 1977 года в аэропорту была предпринята неудачная попытка государственного переворота, когда бывшие боевики движения Аняня попытались захватить аэропорт.

### Расширение аэропорта и независимость страны

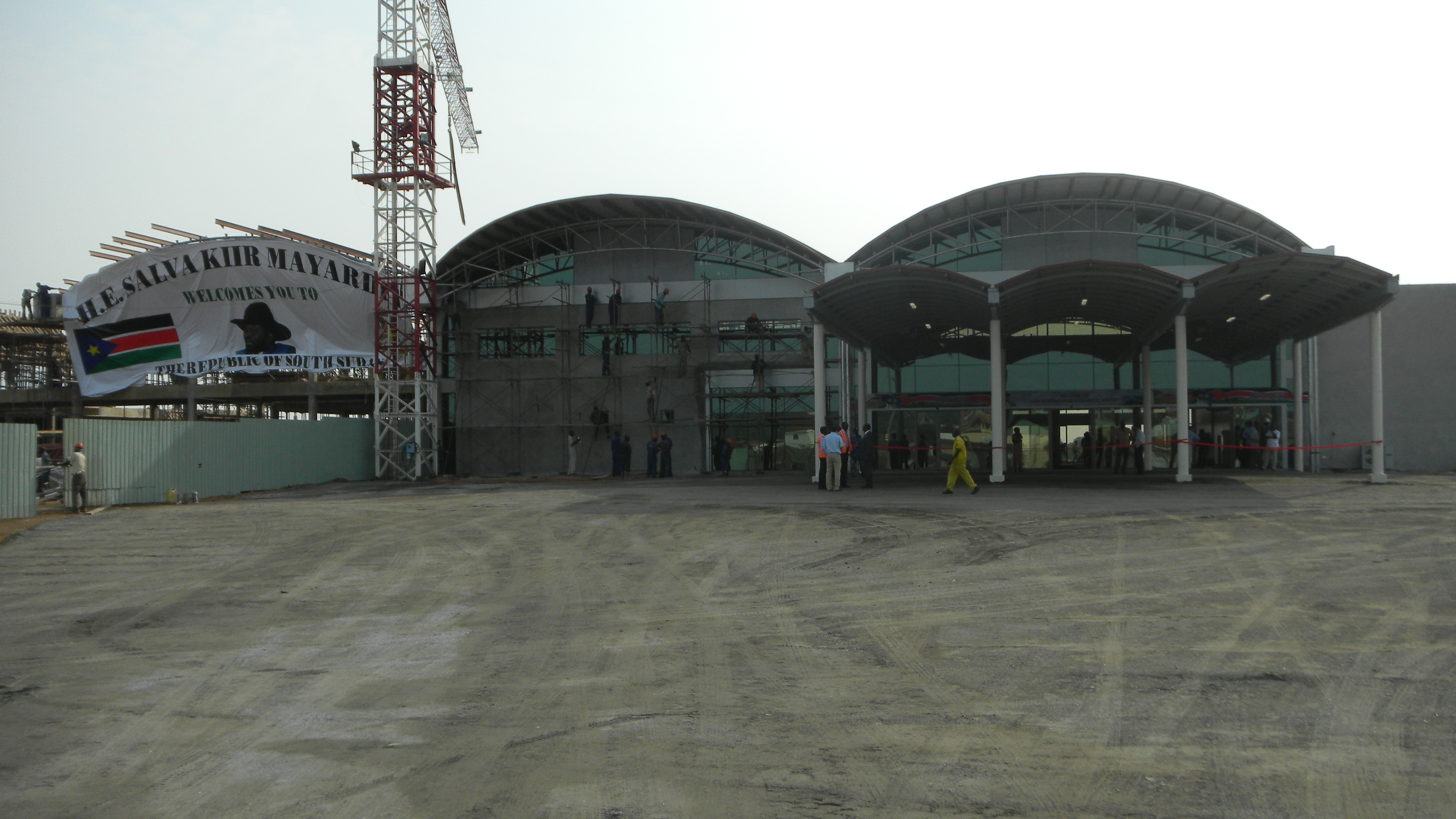
Строящийся терминал аэропорта.

По состоянию на май 2011 года в международном аэропорту Джубы проводились работы по модернизации и расширению. Работы в аэропорту включали расширение зданий пассажирского и грузового терминалов, обновление покрытия взлетно-посадочной полосы и установку взлетно-посадочных огней для облегчения работы в ночное время.
По состоянию на июль 2011 года, день независимости страны, в международном аэропорту Джуба была введена в эксплуатацию новая система огней взлетно-посадочной полосы для взлетно-посадочной полосы 13/31, боковыми огнями взлетно-посадочной полосы, огнями рулежной дорожки для выхода на дельту, боковыми огнями перрона, освещенными ветроуказателями, диспетческой вышкой, а также PAPI для обоих подходов, а также система аэродромного наземного освещения AGL производства Safegate.
В июле 2014 года правительство объявило о проекте расширения взлетно-посадочной полосы, который начнется в сентябре 2014 года и продлится 30 месяцев. Проект удлинит взлетно-посадочную полосу на 700 метров, а также заменит существующую взлетно-посадочную полосу длиной 2400 метров, создав новую взлетно-посадочную полосу длиной 3100 метров. Новая взлетно-посадочная полоса по-прежнему будет использоваться. Строительные работы для нового здания терминала ведутся с 2009 года и были остановлены, когда в 2014 году разразилась гражданская война. С тех пор наполовину построенный терминал был заброшен.
В 2016 году международный аэропорт Джубы был признан вторым худшим аэропортом в мире по результатам опроса, проведенного The Guide to Sleep in Airports. Он был признан худшим аэропортом в 2017 году, и четвертым худшим аэропортом в 2019 году. В это время терминал состоял из двух смежных палаток для прибытия и отправления. Новый терминал меньшего размера был построен китайцами на месте первоначального терминала. Новый терминал был открыт 29 октября 2018 г.

## Характеристики
Аэропорт находится на высоте 461 метров над средним уровнем моря. У него есть одна взлетно-посадочная полоса, обозначенная 13/31, с асфальтовым покрытием размером 3100 × 45 метров.
Взлетно-посадочная полоса имеет пять исправных рулежных дорожек; Альфа, Браво, Дельта, Эхо и Фокстрот (Фокстрот используется исключительно военными). 

## Авиакомпании и направления

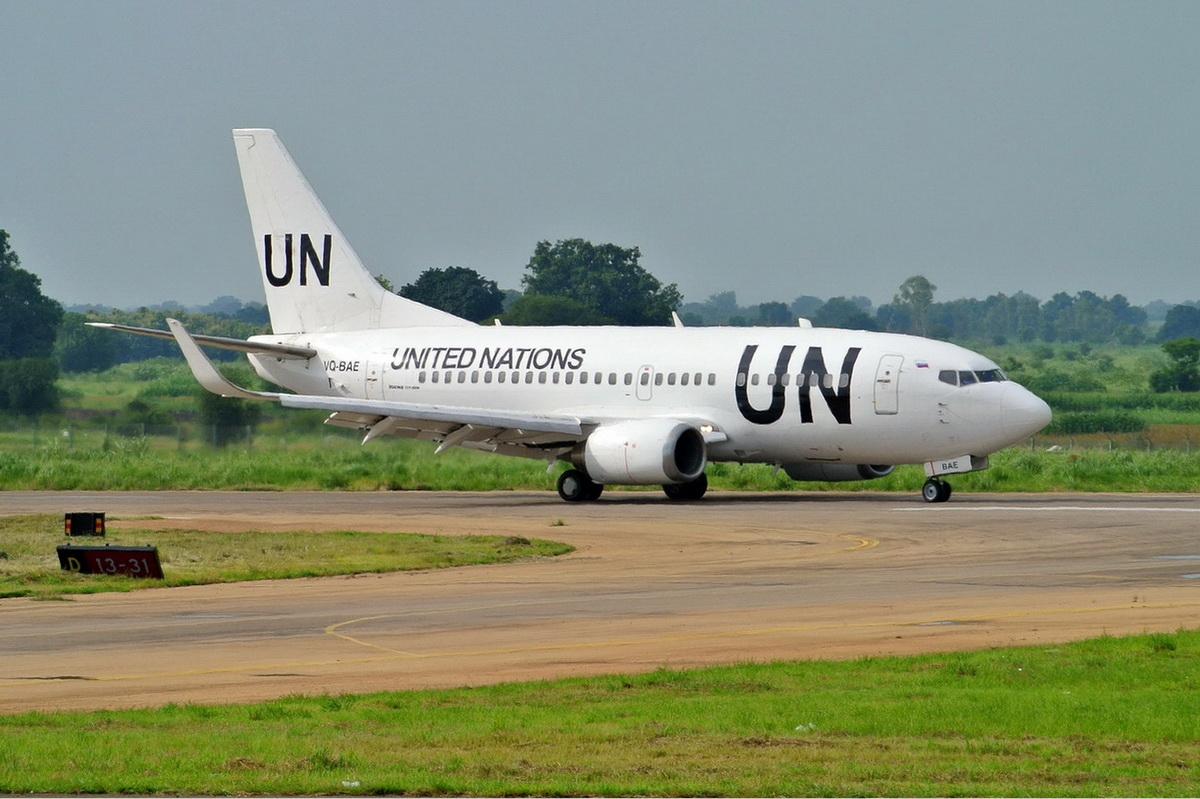
Boeing 737-500 UTair, использующийся Службой гуманитарных воздушных перевозок ООН.

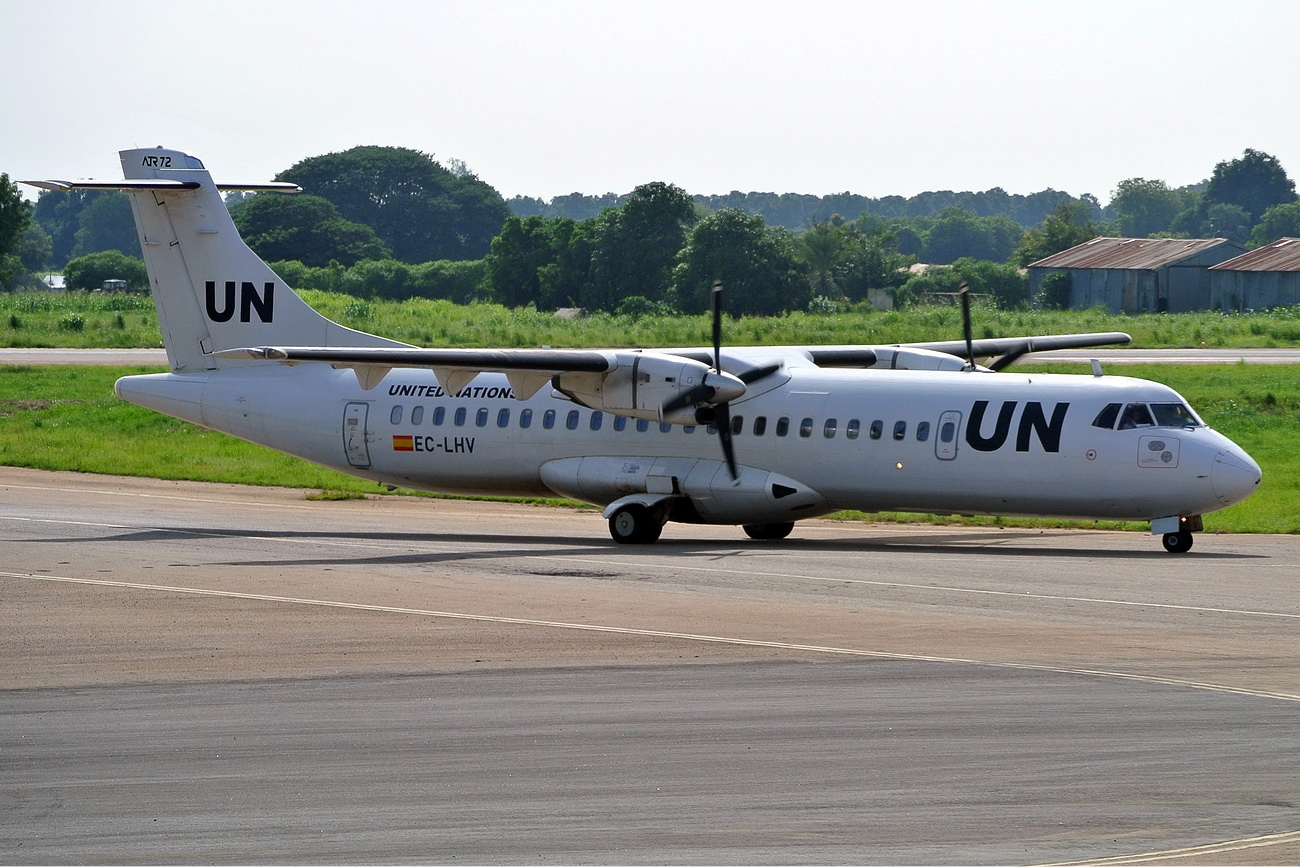
ATR 72-202 Swiftair, использующийся Службой гуманитарных воздушных перевозок ООН.

## Авиакатастрофы и происшествия
- 19 декабря 2013 года у самолета Boeing 737-500 компании Nova Airways сломалась передняя стойка шасси, что привело к серьезным повреждениям при посадке в Джубе. Это был тот самый день, когда многие люди эвакуировались из Джубы из-за гражданской войны в Южном Судане. Самолет Nova Airways на несколько часов заблокировал взлетно-посадочную полосу, задержав эвакуацию. Самолет был отремонтирован и возвращен в строй[18].
- 4 ноября 2015 года Ан-12БК EY-406 разбился при взлете в 800 метрах от взлетно-посадочной полосы. Полностью загруженный Ан-12 пролетел над зданиями в конце взлетно-посадочной полосы и разбился на мокром участке у реки Нил. После аварии возгорания не было. По меньшей мере 41 человек погиб. Трое выжили в авиакатастрофе, хотя один умер позже, оставив девочку и мужчину единственными выжившими в этой катастрофе.
- 10 декабря 2019 года Bombardier Dash 8 Q400 Ethiopian Airlines, вылетел за пределы взлетно-посадочной полосы во время взлета. Самолет получил значительные повреждения. Все 21 человек на борту выжили[19][20].
- 22 августа 2020 года грузовой самолет Ан-26, принадлежащий South West Aviation, потерпел крушение после вылета чартерным грузовым рейсом в Авейль, Южный Судан. Сообщалось о 17 погибших[21].
- 2 ноября 2021 г. вскоре после взлета разбился грузовой Ан-26, в результате чего погибли 5 человек[22].